# Explosion de baleine

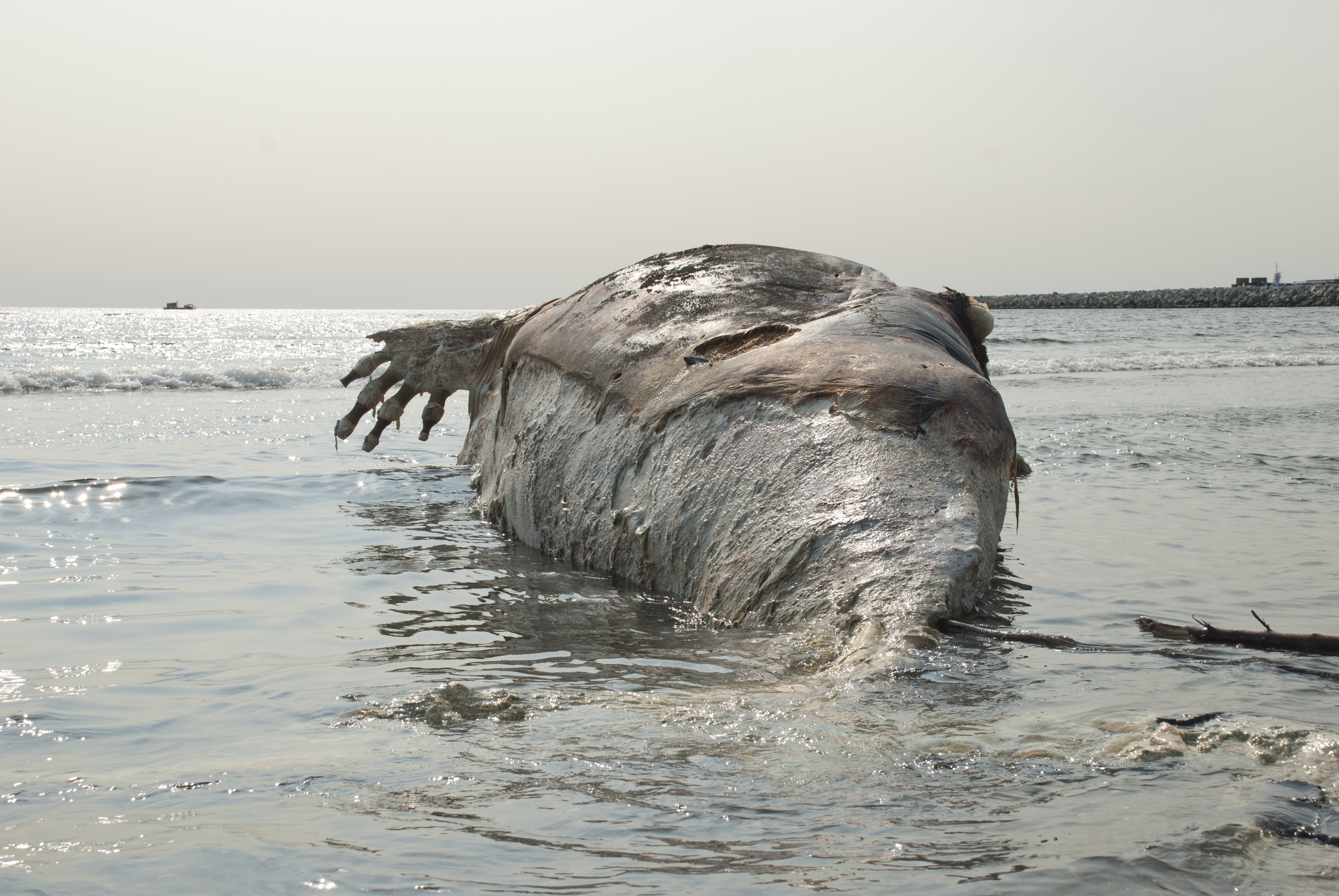
Cadavre de baleine en décomposition.

Une explosion de baleine fait le plus souvent référence à un événement à Florence, dans l'Oregon, en 1970, quand un cachalot mort (déclaré à l'origine comme une baleine grise) a été dynamité par l'Oregon Department of Transportation dans le but de faire disparaître le cadavre en décomposition. L'explosion a projeté boyaux et entrailles sur plus de 250 m. Cet incident est devenu célèbre aux États-Unis quand l'humoriste américain Dave Barry a écrit à ce sujet dans sa chronique de journal après avoir visionné une cassette vidéo de la télévision des images de l'explosion. Il devint plus tard internationalement célèbre lorsque les mêmes images furent diffusées sur Internet.
Il y a également eu d'autres explosions spontanées. L'exemple le plus rapporté a été celui de Taïwan, en 2004, lorsque l'accumulation de gaz de fermentation à l'intérieur d'un cachalot en décomposition l'a fait exploser dans une zone urbaine bondée et qu'il fut transporté pour une autopsie. Plusieurs auteurs bien connus ont écrit à propos d'autres cas d'explosions de baleine.
Les cas documentés à propos d'explosions d'animaux sont assez rares. Les explosions aux États-Unis et à Taïwan ont été largement traitées par les médias. Toutefois, il y eut des incidents moins célèbres dans d'autres parties du monde.

## Explosion artificielle: La baleine orégonaise
En novembre 1970, un cachalot - d'un poids de 8 tonnes et d'une longueur de 14 mètres - s'échoue et meurt sur une plage près de Florence, en Oregon. La mission de faire disparaître le cadavre est confiée à la Oregon Highway Division (maintenant connue sous le nom de Oregon Department of Transportation), qui avait la responsabilité des plages. Après avoir demandé conseil à l'US Navy, les membres de l'Oregon Highway Division décident que la meilleure option est de faire disparaître le cadavre en le faisant exploser à l'aide de 500 kg de dynamite. Selon eux, l'enterrement du cadavre, l'une des options envisagées, n'aurait pu avoir l'efficacité escomptée, car la probabilité que la baleine soit déterrée était trop grande. Le but de l'opération est de désintégrer le cadavre en le réduisant en petits morceaux qui auraient été ramassés et nettoyés par les charognards. La dose de dynamite devait suffire à faire disparaître les plus gros morceaux de la baleine.
Cependant, après l'explosion, la majeure partie du cadavre était encore présent sur la plage et les seuls morceaux éjectés par l'explosion étaient des morceaux de grande taille (l'un d'eux perça la carrosserie d'une voiture).
Après cet événement, la conclusion fut qu'il était sans doute souhaitable de brûler les baleines échouées. Depuis, les baleines échouées sont rejetées en haute mer, pour des raisons de sécurité, les cadavres sur la plage ou près de la côte ayant tendance à attirer les requins.

## Explosion naturelle: La baleine taïwanaise

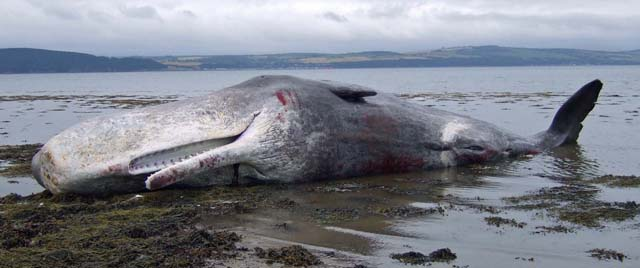
Cadavre d'un cachalot échoué.

Une autre explosion s'est produite le 26 janvier 2004 à Tainan, Taïwan. L'origine de cet incident est liée une accumulation de gaz de fermentation dans le cadavre d'un cachalot, d'un poids de 50 tonnes et d'une longueur de 17 mètres.
L'animal avait été retrouvé mort sur une plage au sud de Taïwan. Le déplacement de la carcasse par camion avait duré plus de 13 heures et nécessité le concours de 50 ouvriers et de 3 contremaîtres. Le cachalot a explosé en pleine ville, se vidant de ses entrailles dans la rue.

## Autres cas
À l'Île Saltspring, en Colombie-Britannique, une baleine échouée explosa. Les habitants ont indiqué que sa graisse « était restée accrochée sur les arbres pendant des semaines ».
Les cadavres des baleines sont régulièrement éliminés en utilisant des explosifs ; toutefois, les baleines sont habituellement remorquées d'abord vers le large. Des explosions sanctionnées par le gouvernement ont eu lieu en Afrique du Sud et en Islande.
Un certain nombre d'explosions contrôlées ont été effectuées en Afrique du Sud. Des explosifs ont été utilisés pour tuer une baleine à bosse échouée à 40 km à l'ouest de Port Elizabeth, le 6 août 2001, tandis qu'une baleine franche australe qui était échouée près du Cap, le 15 septembre 2005 a été tuée par les autorités à l'aide de détonations. Dans ce dernier cas, les autorités ont indiqué que la baleine ne pouvait être sauvée, et que l'utilisation d'explosifs avait été recommandée par la Commission baleinière internationale. Quelques semaines après l'explosion du 6 août près de Port Elizabeth, la carcasse d'un deuxième rorqual à bosse a été traînée hors de la mer et des explosifs ont été utilisés pour la mettre en pièces, afin d'éviter tout danger pour la navigation. Pourtant, une autre explosion a eu lieu dans la baie de Bonza, le 20 septembre 2004, quand une baleine à bosse adulte est morte après s'être échouée. Afin de couler la baleine, les autorités l'avaient remorquée vers la mer, avec des explosifs apposés, de manière à la mettre à l'écart.
Le 5 juin 2005, une carcasse de baleine à la dérive dans le port islandais de Hafnarfjörður a été sectionnée en deux par une explosion contrôlée. Les morceaux ont été traînés en mer, mais ils ont rapidement dérivé, et ont finalement dû être attachés.